# Rożniątów
Rożniątów (deutsch: Rosniontau) ist eine Ortschaft in Polen in Oberschlesien in der Gemeinde Strzelce Opolskie (Groß Strehlitz) im Powiat Strzelecki in der Woiwodschaft Oppeln.

## Geschichte

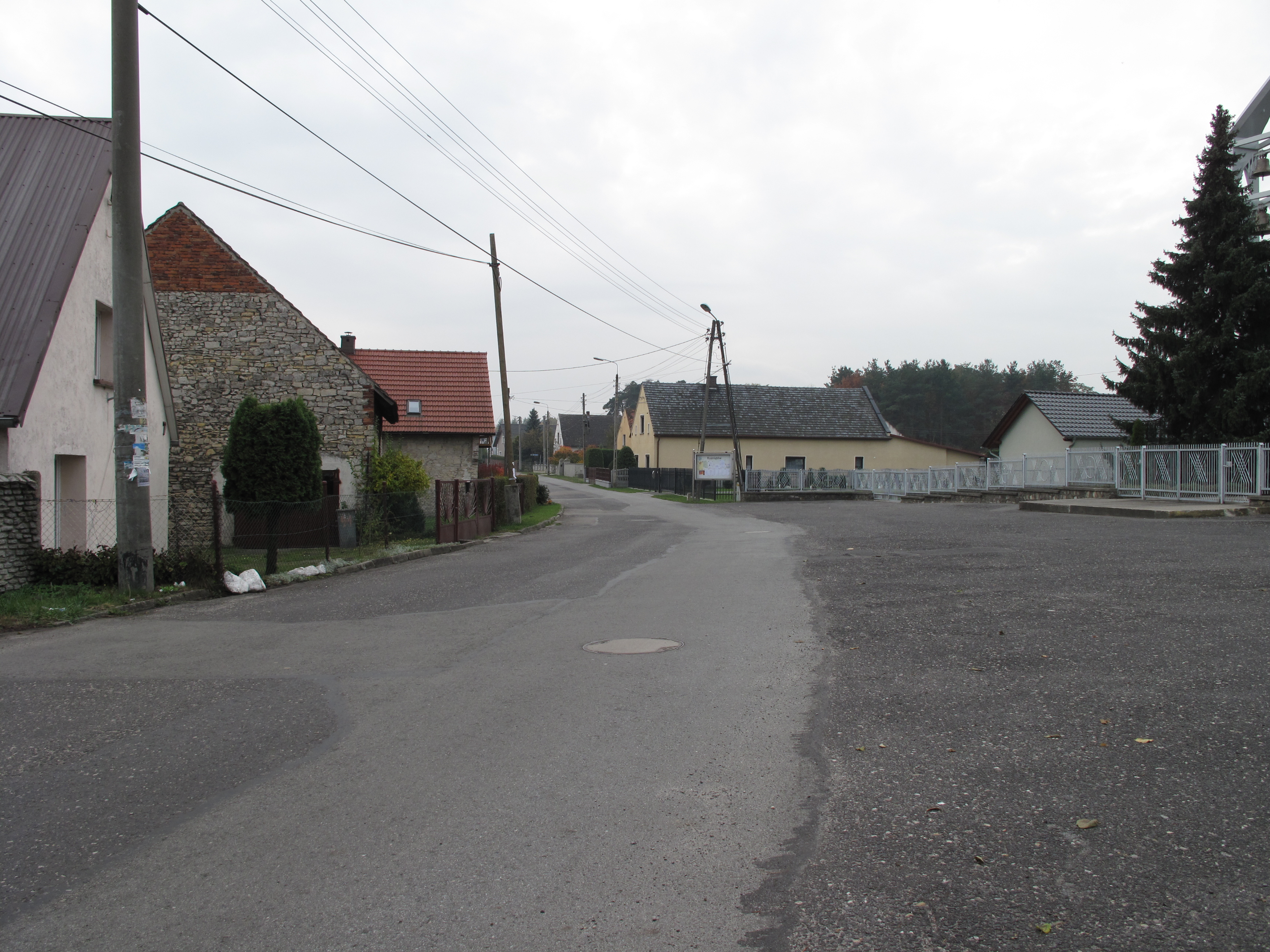
Ortsbild

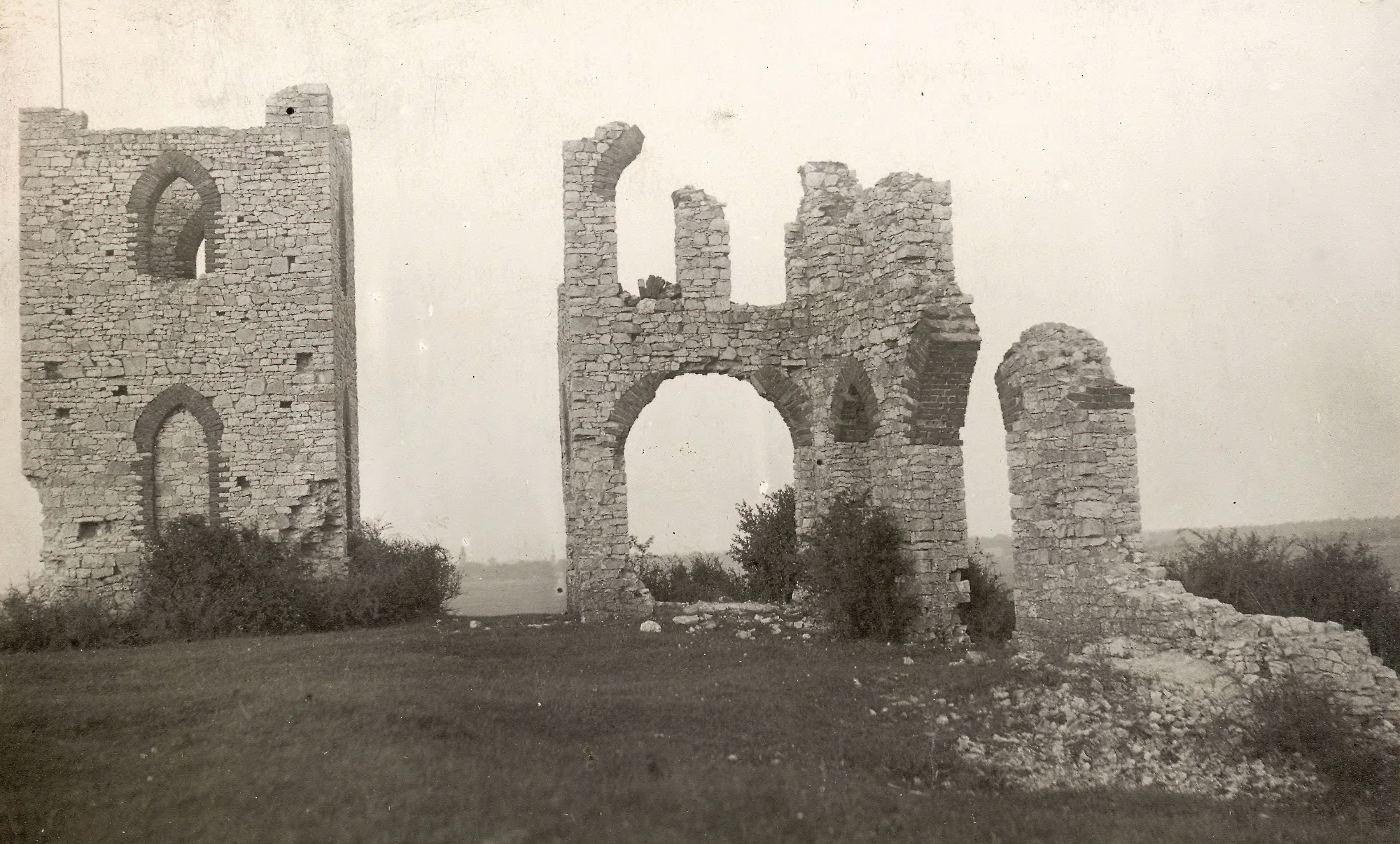
Ruine der unvollendeten Floriankapelle

Bei der Volksabstimmung in Oberschlesien am 20. März 1921 stimmten 46 Wahlberechtigte für einen Verbleib bei Deutschland und 136 für Polen. Auf Gut Rosniontau stimmten 27 Personen für Deutschland und 69 für Polen. Rosniontau verblieb beim Deutschen Reich. 1933 lebten im Ort 566 Einwohner. Am 3. Juli 1936 wurde der Ort in Kurzbach umbenannt. 1939 hatte der Ort 744 Einwohner. Bis 1945 befand sich der Ort im Landkreis Groß Strehlitz. 
In Kurzbach entstand ab dem 22. Oktober 1944 ein Außenlager des KZ Groß-Rosen. Maximal 1000 Häftlinge mussten hier für die Organisation Todt arbeiten. Am 20. Januar 1945 wurde das Außenlager aufgelöst. Unter den überlebenden Häftlingen waren Hana Bořkovcová mit ihrer Mutter sowie Werner Sander. 
1945 kam der bisher deutsche Ort unter polnische Verwaltung, wurde in Rożniątów umbenannt und der Woiwodschaft Schlesien angeschlossen. 1950 kam der Ort zur Woiwodschaft Oppeln, 1999 zum wiedergegründeten Powiat Strzelecki.

## Vereine
- Deutscher Freundschaftskreis